# World Cup i bandy 2016
World Cup i bandy 2016 avgjordes i Göransson Arena i Sandviken i Sverige 13 till 16 oktober 2016. Som vinnare stod Västerås SK efter att ha slagit Villa Lidköping BK i finalen.

## Deltagande lag
- 1 lag från  Norge: Stabæk Bandy
- 2 lag från  Finland: Botnia, Akilles
- 4 lag från  Ryssland: Jenisej, CKA Neftyanik, Dynamo Moskva, Baikal Energy
- 9 lag från  Sverige: Västerås SK, Hammarby IF, Edsbyns IF, Broberg/Söderhamn Bandy, Sandviken AIK, Villa Lidköping BK, Vetlanda BK, IFK Vänersborg, Bollnäs GoIF

## Gruppspel
De två bästa lagen i respektive grupp går vidare till slutspel.

### Grupp A
Not: S = Spelade matcher, V = Vinster, O = Oavgjorda matcher, F = Förluster, GM = Gjorda mål, IM = Insläppta mål, MSK = Målskillnad, P = Poäng
| 13 oktober 2016 | kl 11:00 CET | Broberg - Västerås       | 3 - 6 |
| 13 oktober 2016 | kl 22:30 CET | Dynamo Moskva - Edsbyn   | 2 - 6 |
| 14 oktober 2016 | kl 14:15 CET | Edsbyn - Broberg         | 1 - 2 |
| 14 oktober 2016 | kl 21:45 CET | Västerås - Dynamo Moskva | 4 - 2 |
| 15 oktober 2016 | kl 11:00 CET | Västerås - Edsbyn        | 6 - 1 |
| 15 oktober 2016 | kl 12:45 CET | Broberg - Dynamo Moskva  | 5 - 1 |

### Grupp B
Not: S = Spelade matcher, V = Vinster, O = Oavgjorda matcher, F = Förluster, GM = Gjorda mål, IM = Insläppta mål, MSK = Målskillnad, P = Poäng
| 13 oktober 2016 | kl 12:45 CET | Baikal Energy - Botnia   | 12 - 2 |
| 13 oktober 2016 | kl 19:30 CET | SAIK - Hammarby          | 5 - 2  |
| 14 oktober 2016 | kl 15:45 CET | Hammarby - Botnia        | 4 - 1  |
| 14 oktober 2016 | kl 19:00 CET | Baikal Energy - SAIK     | 1 - 5  |
| 15 oktober 2016 | kl 08:00 CET | Hammarby - Baikal Energy | 5 - 1  |
| 15 oktober 2016 | kl 09:30 CET | Botnia - SAIK            | 0 - 15 |

### Grupp C
Not: S = Spelade matcher, V = Vinster, O = Oavgjorda matcher, F = Förluster, GM = Gjorda mål, IM = Insläppta mål, MSK = Målskillnad, P = Poäng
| 13 oktober 2016 | kl 14:15 CET | Neftyanik - Stabæk           | 14 - 0 |
| 13 oktober 2016 | kl 17:30 CET | Villa Lidköping - Vänersborg | 3 - 2  |
| 14 oktober 2016 | kl 12:45 CET | Vänersborg - Stabæk          | 8 - 3  |
| 14 oktober 2016 | kl 17:30 CET | Villa Lidköping - Neftyanik  | 5 - 4  |
| 15 oktober 2016 | kl 14:15 CET | Stabæk - Villa Lidköping     | 0 - 8  |
| 15 oktober 2016 | kl 15:45 CET | Neftyanik - Vänersborg       | 7 - 1  |

### Grupp D
Not: S = Spelade matcher, V = Vinster, O = Oavgjorda matcher, F = Förluster, GM = Gjorda mål, IM = Insläppta mål, MSK = Målskillnad, P = Poäng
| 13 oktober 2016 | kl 15:45 CET | Jenisej - Vetlanda | 5 - 2  |
| 13 oktober 2016 | kl 21:00 CET | Bollnäs - Akilles  | 4 - 2  |
| 14 oktober 2016 | kl 09:30 CET | Jenisej - Akilles  | 11 - 2 |
| 14 oktober 2016 | kl 11:00 CET | Bollnäs - Vetlanda | 2 - 3  |
| 14 oktober 2016 | kl 20:30 CET | Bollnäs - Jenisej  | 3 - 5  |
| 14 oktober 2016 | kl 23:45 CET | Vetlanda - Akilles | 11 - 2 |

## Slutspel

### Kvartsfinaler
- 15 oktober 19.00 Västerås - Hammarby 4-3
- 15 oktober 20.35 Sandvikens AIK - Broberg 4-3
- 15 oktober 22.10 Villa Lidköping - Vetlanda BK 5-1
- 15 oktober 23.45 Jenisej - Neftyanik 1-5

### Semifinaler
- 16 oktober 10.00 Västerås - SAIK 6-3
- 16 oktober 11.30 Villa Lidköping - Neftyanik 6-3

### Final
- 16 oktober 16.00 Västerås - Villa Lidköping 4-1